# Силард, Лео
Ле́о Си́лард (венг. Szilárd Leó, в ряде источников используется ошибочное написание: Сцилард; 11 февраля 1898, Будапешт, Австро-Венгрия — 30 мая 1964, Ла-Холья, Калифорния, США) — американский физик венгерско-еврейского происхождения.
Вместе с Энрико Ферми определил критическую массу 235U и принял участие в создании первого ядерного реактора. Предложил использовать графит как замедлитель нейтронов. Занимался расчётами критической массы урана и управлением ядерным цепным процессом. Предложил использовать гетерогенные системы, указал на возможность деления на быстрых нейтронах.
Изучал регуляцию клеточного метаболизма, образование антител, процессы старения и функционирования центральной нервной системы, молекулярные основы человеческой памяти. Один из инициаторов Пагуошского движения. Автор ряда меморандумов по вопросам, связанным с новыми открытиями в физике, с проблемами мирного использования атомной энергии, контроля над производством ядерных бомб.
Работал в Германии, Англии и США в области ядерной физики и техники, термодинамики, рентгеновской кристаллографии, теории ускорителей, молекулярной биологии, генетики, иммунологии.

## Биография
Родился в Будапеште (тогда Австро-Венгрия) в 1898 году, в еврейской семье среднего достатка. Его родители: Лайош Шпиц, инженер-строитель, и Текла Видор. Будучи воспитанным в религиозной традиции, позднее он стал агностиком. С 1908 по 1916 годы Лео посещал реальную среднюю школу в своём родном городе. Проявил ранний интерес к физике и знания в области математики. В 1916 году получил премию Этвёша, национальную премию в области математики.
В 1916 году поступил на инженерный факультет Будапештского технического университета. В следующем году был призван в австро-венгерскую армию в качестве офицера-кандидата. Незадолго до отправки своего полка на линию фронта Силард заболел испанкой и был отправлен на домашнюю госпитализацию. Позже ему сообщили, что его полк был практически весь уничтожен в бою, так что болезнь, вероятно, спасла ему жизнь. Он был уволен в запас в конце войны.
В 1919 году он продолжил учёбу на инженерном факультете в Будапештском техническом университете. В период Венгерской советской республики вместе с братом Белой основал Венгерскую социалистическую ассоциацию студентов, продвигавшую схему реформы налогообложения, разработанную Силардом. Однако вскоре восторжествовала правая реакция с белым террором и разгулом антисемитизма. Братья Силарда, чтобы избежать антисемитской реакции, официально изменили свою религию с «израильтяне» на «кальвинисты», но продолжать учёбу было уже невозможно. Из-за хаотической политической ситуации в Венгрии после Первой мировой войны, революции и контрреволюции Лео решил покинуть родину.
Силард продолжил инженерное образование в Берлинской высшей технической школе (технологический институт) в районе Берлин-Шарлоттенбург (нем. Technische Hochschule (Institute of Technology) in Berlin-Charlottenburg). Вскоре перешёл к изучению физики, его преподавателями были Эйнштейн, Планк и Макс фон Лауэ. Его диссертация по термодинамике «О проявлении термодинамических флуктуаций» (Über die thermodynamischen Schwankungserscheinungen), заслужившая похвалу Эйнштейна, завоевала первое место в 1922 году. В 1923 году ему была присуждена докторская степень по физике в Берлинском университете им. Гумбольдта.
В 1926 году совместно с Альбертом Эйнштейном предложил вариант конструкции абсорбционного холодильника. В 1929 году заполнил патент на идею циклотрона.
В 1932 году Силард занялся физикой, тогда он жил в Берлине.
В 1933 году переехал из Германии в Великобританию (в Лондон) из-за политики пришедших к власти в Германии нацистов.

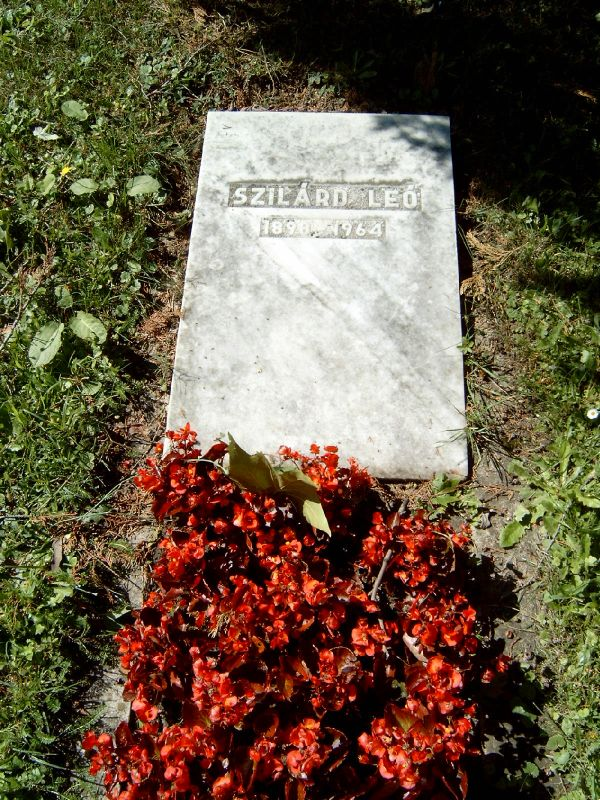
Могила Силарда

В 1934 году в радиевом департаменте лондонского Госпиталя Святого Варфоломея Лео начал работать над экспериментами в области ядерной физики. Тогда он предложил принцип автофазировки, лежащий в основе технологии современных ускорителей. В этом же 1934 году он обосновал возможность цепной реакции деления (в 1935 году он получил британский патент) и совместно с Томасом Чалмерсом (англ. Thomas А. Chalmers) обнаружил эффект разрушения химической связи под действием нейтронов, который получил известность как эффект Силарда — Чалмерса.
Также с Чалмерсом они обнаружили изомеры у искусственно созданных радиоактивных элементов, открыли фотоэмиссию медленных нейтронов у бериллия. Их пионерские исследования в области фотоэмиссии нейтронов позволили разработать метод различения медленных и быстрых нейтронов, излучаемых при ядерном распаде (это критически важная характеристика цепной реакции).
В 1935 году Силард был приглашён в Кларендонскую лабораторию в Оксфорде, где он присоединился к исследованиям Гриффитса.
В 1938 году, во время международного кризиса Лео Силард предсказал, что война начнётся в течение двух лет (не позднее 1940 года) и предложил своё участие в работе по военной тематике британскому правительству (Силард понимал военный потенциал цепной ядерной реакции).
Поскольку британские власти не захотели, чтобы иностранец участвовал в их военных исследованиях, Силард уехал в США, когда закончился его контракт с Оксфордом. Там он стал работать в Колумбийском университете.
В 1939 году Лео Силард, Юджин Вигнер и Эдвард Теллер обратились к Эйнштейну с просьбой сообщить президенту США Ф. Рузвельту о возможности создания чрезвычайно мощных бомб на основе новейших разработок в ядерной физике и о необходимости государственного финансирования исследований цепной ядерной реакции.
В июле 1939 года в Колумбийском университете Силард совместно с Уолтером Зинном (англ. Walter Henry Zinn) изучал испускание нейтронов при делении ядер и предположил возможность самоподдерживающейся ядерной реакции в системе уран—графит. Подготовленную к печати в Physical Review статью правительство США отложило на неопределённое время из соображений национальной безопасности.
В 1940 году Силард был сотрудником Национального исследовательского комитета по вопросам обороны в Колумбийском университете.
В 1941 году при минимальной государственной поддержке лично организовал промышленное производство чистого графита и урана, необходимого для реактора.
2 декабря 1942 года Силард и Ферми запустили цепную ядерную реакцию в Чикагском университете. В 1944 году они подали заявку на патент, права на который в 1955 году передали Комиссии по атомной энергии США.
В августе 1943 года, чтобы не быть вынужденным уволиться из Колумбийского университета и продолжать работу по тематике цепной ядерной реакции, Силард подписал соглашение о передаче правительству прав на «все изобретения, открытия, методы и идеи, относящиеся к ядерному делению, которые не покрываются выданными или уже не действующими патентами».
В начале декабря 1943 года Силард обратился к Лесли Гровсу и Артуру Комптону и убедил их в том, что в Германии наверняка ведутся работы по применению ядерной энергии в военных целях.
В 1942—1946 годах как сотрудник Металлургической лаборатории Чикагского университета принимал участие в Манхэттенском проекте.

## Антивоенная позиция
Лео Силард всю жизнь задавался моральной дилеммой «может ли наука служить инструментом политики», и в итоге он стал одним из основателей современного антивоенного движения ученых.
Весной 1945 года Силард пришёл к убеждению, что разрабатываемую в рамках Манхеттенского проекта атомную бомбу использовать не следует — скорое поражение Германии в войне было очевидным, а атомная бомбардировка Японии затруднит мирное урегулирование. С посредством Эйнштейна он обратился к президенту Рузвельту с меморандумом, предупреждающим об опасности гонки ядерных вооружений, Эйнштейн переслал письмо Силарда Рузвельту 25 марта 1945 года.
В меморандуме Силарда предложил создать международную систему контроля для предотвращения гонки вооружений, однако после скорой смерти Рузвельта, уже при президенте Трумэне государственный секретарь Джеймс Бирнс, считавший невозможным скорое создание атомной бомбы в СССР, отверг аргументацию Силарда. Бирнс был уверен, что большое отставание Советского Союза обеспечит Соединенным Штатам мировое политические и военное лидерство.
В июне 1945 года Лео Силард стал одним из семи подписантов доклада Франка — петиции американских физиков-ядерщиков во главе с лауреатом Нобелевской премии Джеймсом Франком в военное ведомство США с призывом не использовать атомную бомбу против Японии в заканчивавшейся войне.
В июле 1945 года Силард распространил проект петиции, адресованной президенту Трумэну, со словами: «Прежде чем неограниченно применять оружие в текущем конфликте, необходимо адекватно объяснить его действие и продемонстрировать его мощь. У японской нации должна быть возможность рассмотреть последствия отказа от предстоящей капитуляции. Мы полагаем, что такой способ воздействия будет усиливать эффективность оружия в этой войне и приведет к сильнейшему эффекту по предотвращению войн в будущем». Силард собрал под этой петицией подписи 67 учёных, работавших тогда в Чикаго, и через Артура Комптона передал её Трумэну (Комптон отправил письмо Трумэну через Пентагон 24 июля 1945 года). 
Петиция Силарда не повлияла на решение об атомной бомбардировке Японии, после которой Силард пребывал в тягостных раздумьях как причастный к ужасным жертвам. В дальнейшем он посвятил всю остававшуюся жизнь борьбе за мир и за передачу контроля над ядерной энергией от военных к гражданской администрации.
Он стал одним из основателей и членом Чрезвычайного комитета ученых-ядерщиков, просветительской организации, созданной Альбертом Эйнштейном, по предотвращению распространения ядерного оружия. 

## Награды и память
- Премия «За мирный атом» (1959, совместно с Вигнером).
- Премия «Гуманист года» (1960, Американская гуманистическая ассоциация).
- Премия Эйнштейна (1960).
- В честь учёного названы кратер Силард на обратной стороне Луны и астероид 38442[12].
- В 1974 году учреждена Премия Лео Силарда.
- Изображен на венгерской почтовой марке 1998 года.
- Лео Силард был одним из героев графического романа Джима Оттавиани «Дж. Роберт Оппенгеймер, Лео Силард и политология атомной бомбы», который вышел в 2001 году.